# Armeria pinifolia
Armeria pinifolia é uma espécie de planta com flor pertencente à família Plumbaginaceae. 
A autoridade científica da espécie é (Brot.) Hoffmanns. & Link, tendo sido publicada em Flore portugaise ou description de toutes les ... 1: 437. 1817.

## Portugal
Trata-se de uma espécie presente no território português, nomeadamente em Portugal Continental.
Em termos de naturalidade é endémica da região atrás referida.

## Protecção
Não se encontra protegida por legislação portuguesa ou da Comunidade Europeia.